# Hermann Gundert

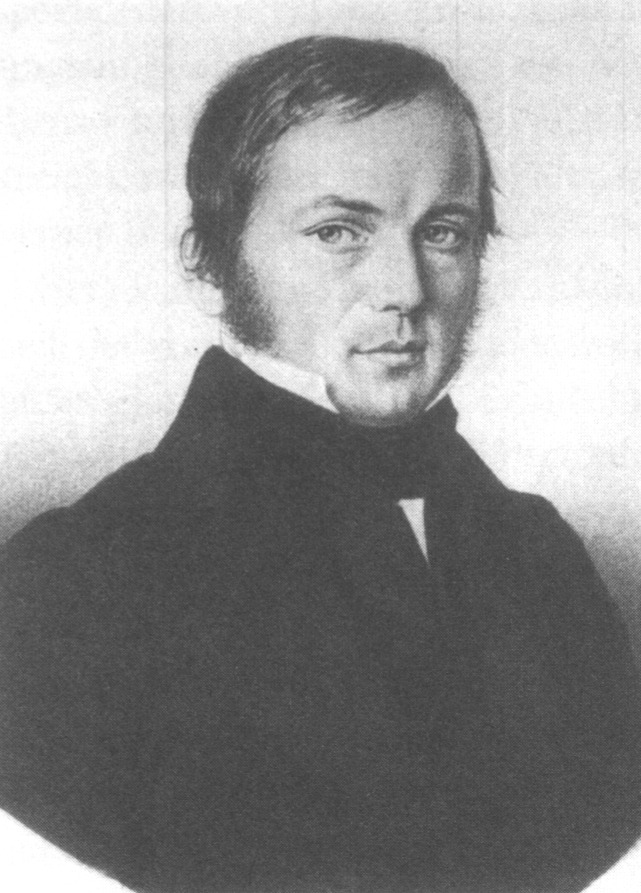
Hermann Gundert (1832)

Hermann Gundert, född 4 februari 1814, död 23 april 1893, var en tysk missionär.
Gundert verkade 1839–1863 inom Baselsällskapets Malabarmission, där han bland annat nedlade ett betydande arbete som språkforskare och bibelöversättare. Hans dotter Marie (1842-1902) var mor till författaren Hermann Hesse.